# Jay Tufele
Jay Tufele (Salt Lake City, Utah, 25 de julio de 1999) es un jugador profesional estadounidense de fútbol americano que se desempeña en la posición de defensive tackle en Cincinnati Bengals, equipo de la National Football League (NFL).

## Carrera
Fue seleccionado en la cuarta ronda en la Reunión Anual de Selección de Jugadores de la NFL de 2021. Hizo su debut profesional con el equipo Jacksonville Jaguars, en el cual jugó dos temporadas (2021-2022), luego pasó a Cincinnati Bengals, donde lleva jugando dos temporadas.